# Пушкарівська сільська рада (Ріпкинський район)
Пушкарі́вська сільська́ ра́да — адміністративно-територіальна одиниця та орган місцевого самоврядування в Ріпкинському районі Чернігівської області. Адміністративний центр — село Пушкарі.

## Загальні відомості
Пушкарівська сільська рада утворена у 1947 році.
- Територія ради: 32,54 км²
- Населення ради: 449 осіб (станом на 2001 рік)

## Населені пункти
Сільській раді підпорядковані населені пункти:
- с. Пушкарі
- с. Високинь
- с. Молочки
- с. Тамарівка

## Склад ради
Рада складається з 12 депутатів та голови.
- Голова ради: Товканюк Петро Олександрович
- Секретар ради: Шаповалова Алла Євгеніївна

### Керівний склад попередніх скликань
| Прізвище, ім'я, по батькові  | Основні відомості                                                 | Дата обрання | Дата звільнення |
| ---------------------------- | ----------------------------------------------------------------- | ------------ | --------------- |
| Товканюк Петро Олександрович | Сільський голова, 1960 року народження, освіта вища, безпартійний | 26.03.2006   | 31.10.2010      |
| Товканюк Петро Олександрович | Сільський голова, 1960 року народження, освіта вища, безпартійний | 31.10.2010   |                 |

Примітка: таблиця складена за даними сайту Верховної Ради України

### Депутати
За результатами місцевих виборів 2010 року депутатами ради стали:

#### За суб'єктами висування
| Суб'єкт висування         | Кількість обраних депутатів | %    |
| ------------------------- | --------------------------- | ---- |
| Партія регіонів           | 7                           | 58,3 |
| Українська Народна Партія | 5                           | 41,7 |

#### За округами
| № округу                  | Прізвище, ім'я, по батькові    | Дата визнання обраним | Освіта  | Партійна приналежність | Відомості про обраного депутата                              |
| ------------------------- | ------------------------------ | --------------------- | ------- | ---------------------- | ------------------------------------------------------------ |
| Партія регіонів           |                                |                       |         |                        |                                                              |
| 1                         | Деденко Григорій Сергійович    | 01.11.2010            | середня | член Партії регіонів   | КП"Вікторія", робітник                                       |
| 2                         | Панчоха Любов Іванівна         | 01.11.2010            | середня | член Партії регіонів   | Сільська рада с. Пушкарі, головнийбухгалтер                  |
| 4                         | Кононович Микола Михайлович    | 01.11.2010            | середня | член Партії регіонів   | ТОВ"Україна", механізатор                                    |
| 6                         | Білецька Валентина Сергіївна   | 01.11.2010            | середня | член Партії регіонів   | Пушкарівський фельдшерсько-акушерський пункт, молодша сестра |
| 7                         | Олійник Володимир Григорович   | 01.11.2010            | середня | член Партії регіонів   | тимчасово не працює                                          |
| 10                        | Шаповалова Алла Євгенівна      | 01.11.2010            | вища    | член Партії регіонів   | Сільська рада с. Пушкарі, секретар                           |
| 11                        | Биховець Людмила Володимирівна | 01.11.2010            | середня | член Партії регіонів   | Управління праці, соціальний працівник                       |
| Українська Народна Партія |                                |                       |         |                        |                                                              |
| 3                         | Пилипович Володимир Григорович | 01.11.2010            | середня | позапартійний          | пенсіонер                                                    |
| 5                         | Пилипович Тамара Миколаївна    | 01.11.2010            | середня | позапартійна           | тимчасово не працює                                          |
| 8                         | Лук'яшко Валентина Миколаївна  | 01.11.2010            | вища    | позапартійна           | тимчасово не працює                                          |
| 9                         | Маринець Володимир Степанович  | 01.11.2010            | середня | позапартійний          | тимчасово не працює                                          |
| 12                        | Рекун Любов Михайлівна         | 01.11.2010            | середня | позапартійна           | Бібліотека с. Пушкарі, бібліотекар                           |